# اختيار التدخلات الفعالة الأقل تكلفة
اختيار التدخلات الفعالة الأقل تكلفة هي مبادرة أطلقتها منظمة الصحة العالمية في عام 1998 لمساعدة البلدان على اختيار أولوياتها في الرعاية الصحية. وهي مثال على تحديد الأولويات في الصحة العالمية. وكان أحد أوائل المشاريع هي إجراء تحليلات فعالية التكلفة القطاعية (أي تحليلات فعالية التكلفة التي تُقارن مجموعة كبيرة من أنواع الإنفاق داخل القطاع وترتيب الأولويات بشكل عام)على نطاق عالمي. شكلت النتائج التي توصلت إليها مبادرة اختيار التدخلات الفعالة الأقل تكلفة تقرير الصحة العالمية لعام 2002، والذي تم نشره في المجلة الطبية البريطانية في عام 2012، وأشاد به المقيمون المتطوعون والأكاديميون إلى جانب مشروع أولويات مكافحة الأمراض واتفاق كوبنهاجن.

## تاريخ

### إطلاق مبادرة اختيار التدخلات الفعالة الأقل تكلفة وسنواتها الأولى
في مايو 1998، تولت غرو هارلم برونتلاند منصب المدير العام لمنظمة الصحة العالمية خلفاً لـهيروشي ناكاجيما، كانت المنظمة تقوم بإعادة الهيكلة نتيجة لتغيير القيادة. أُطلق برنامج جديد عقب انتخابها بعنوان اختيار التدخلات الفعالة من حيث الجودة، التكلفة، النوع، الأخلاقيات كجزء من البرنامج العالمي المعني بالدلائل المتعلقة بالسياسات الصحية. وتغير اسم البرنامج لاحقاً إلى اختيار التدخلات الفعالة من حيث التكلفة.

### استخدام لاحق
استُخدم برنامج اختيار التدخلات الفعالة الأقل التكلفة في تقرير الصحة العالمية عام 2002، وخاصة لتقديم التوصيات في الفصل الخامس.
نُشرت النتائج التي اعتمدت على برنامج اختيار التدخلات الفعالة الأقل التكلفة في سلسلة من المقالات في المجلة الطبية البريطانية في عام 2012.